# Dani Ilme de Murske
„Dani Ilme de Murske” je hrvatska kulturna manifestacija, koja se održava svake godine u Ogulinu.
Ime su dobili po Ema Pukšec, u opernom svijetu poznatijoj kao Ilma de Murska.
Prvi put su organizirani od 23. do 25. veljače 2007.
Projekt je pokrenut i ostvaren inicijativom prof. Antuna Petrušića suradnjom s i uz organizaciju Pučkog otvorenog učilišta u Ogulinu, a uz pokroviteljstvo Grada Ogulina.
Manifestacija je u svom programu ima koncerte opernih pjevača, oratorijskih arija, nastupe lokalnih pjevačkih društava te majstorski tečaj za mlade pjevače pod mentorstvom poznatih osoba.
Od poznatih osoba iz opernog svijeta, na Danima su nastupale Ivanka Boljkovac, Vlatka Oršanić, Nikša Radovanović, Olga i Bojan Šober, Kristina i Robert Kolar.